# Gan HaHagana
Gan HaHagana (hebreiska: גן ההגנה) är en park i Israel.   Den ligger i distriktet Tel Aviv-distriktet, i den norra delen av landet. Gan HaHagana ligger 32 meter över havet.
Terrängen runt Gan HaHagana är platt. Havet är nära Gan HaHagana åt nordväst. Runt Gan HaHagana är det mycket tätbefolkat, med 1 819 invånare per kvadratkilometer. Närmaste större samhälle är Jaffa, 1,9 km väster om Gan HaHagana. Runt Gan HaHagana är det i huvudsak tätbebyggt.